# Anastatus adamsi
Anastatus adamsi är en stekelart som beskrevs av Yoshimoto och Ishii 1965. Anastatus adamsi ingår i släktet Anastatus och familjen hoppglanssteklar. Inga underarter finns listade i Catalogue of Life.